# Rod Stewart
Sir Roderick David "Rod" Stewart, Comandant de l'Orde de l'Imperi Britànic (Londres, 10 de gener de 1945) és un cantautor britànic, nascut i crescut al Nord de Londres, Anglaterra, que actualment viu a Epping. És descendent d'escocesos i anglesos.
Amb la seva característica veu rasposa, Stewart va assolir la fama cap al final de la dècada del 1960 i a principis dels 1970 amb The Jeff Beck Group i després Faces. Va començar la seva carrera en solitari el 1969 amb el seu àlbum de debut An Old Raincoat Won't Ever Let You Down (US: The Rod Stewart Album). La seva obra amb The Jeff Beck Group and Faces va influir en el gènere heavy metal.
Robin Le Mesurier va ser el guitarrista habitual de Rod Stewart de 1980 a 1986.

## Guardons
Premis
- 2005: Grammy al millor àlbum de pop vocal tradicional per Stardust: The Great American Songbook, Volume III

Nominacions
- 2003: Grammy al millor àlbum de pop vocal tradicional per It Had to Be You: The Great American Songbook
- 2004: Grammy al millor àlbum de pop vocal tradicional per As Time Goes By: The Great American Songbook, Volume II
- 2006: Grammy al millor àlbum de pop vocal tradicional per Thanks for the Memory: The Great American Songbook, Volume IV
- 2011: Grammy al millor àlbum de pop vocal tradicional per Fly Me to the Moon... The Great American Songbook Volume V